# 라제폰
라제폰(RahXephon, 일본어: ラーゼフォン)은 이즈부치 유타카가 제작하고 감독한 일본의 애니메이션 TV 시리즈이다. 이 시리즈는 17세의 카미나 아야토, 라제폰으로 알려진 메카 (용어)를 제어하는 그의 능력, 그리고 세계에서 자리를 찾기 위한 내면의 여정을 따라간다. 도쿄에서 학생이자 예술가로서의 그의 삶은 신비한 스토커, 도시를 침략하는 이상한 비행기, 반격하는 이상한 기계로 인해 갑자기 중단된다.
이 시리즈는 본즈에서 애니메이션을 제작했으며 2002년 1월부터 9월까지 후지 TV에서 26개 에피소드로 방영되었다. 후지 TV, 본즈, 미디어팩토리 및 JVC 켄우드 빅터 엔터테인먼트에서 제작했다. 이 시리즈는 비평가들의 호평을 받았으며 이후 번역되어 DVD로 출시되었으며 미국을 포함한 다른 여러 국가에서 방영되었다. 2003년 영화 각색판 라제폰 다원변주곡은 교다 토모키가 감독했으며 줄거리가 변경되고 새로운 장면이 포함되었다. 이 시리즈는 또한 소설, 추가 OVA 에피소드, 오디오 드라마, 비디오 게임, 일러스트레이션 북 및 모모세 타케아키의 변경된 만화 각색판으로 제작되었다.
이즈부치 감독은 라제폰이 메카 애니메이션의 새로운 표준을 설정하고 용자 라이딘과 같은 1970년대 메카 쇼의 측면을 되살리려는 시도라고 말했다.